# Ковтунівський провулок
Ковтунівський провулок — провулок в Деснянському районі міста Києва, селище Троєщина. Пролягає від вулиці Митрополита Володимира Сабодана.

## Історія
Провулок первісно виник як безіменне тупикове відгалуження від вулиці. Назву присвоєно 2018 року.